# Col de la Perche (Pyrénées-Orientales)
Pour les articles homonymes, voir Col de la Perche.

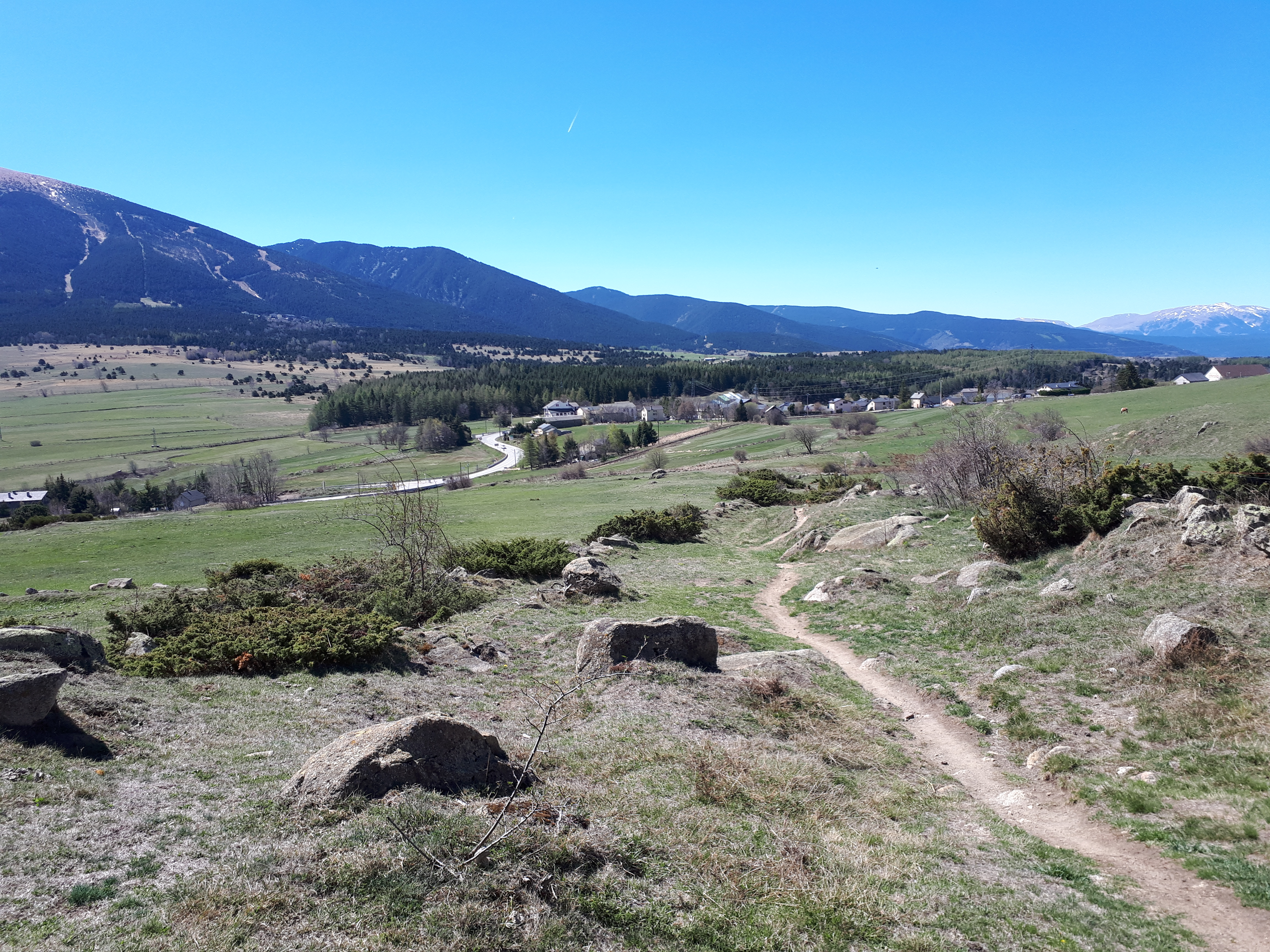
Le col, vu du nord-est, sur le sentier de grande randonnée 10, qui passe par le col.

Le col de la Perche (catalan : Coll de la Perxa), situé à 1 581 m d'altitude, est un col de montagne des Pyrénées, lieu de passage du Conflent vers la Cerdagne. Il se trouve sur la route des cols.

## Toponymie
Le col de la Perche est d'abord cité sous le nom de port du Jardo (portus Jardonis) (897) ou col du Jardo (collum Jordanem) (965). Ces noms sont une référence au torrent du Jardo qui prend sa source au col de la Perche.
Le terme perche apparaît très tôt, en référence à la grande perche signalant le col aux voyageurs lors des périodes d'enneigement. On trouve perga et pertiga dès le XIe siècle, puis perxa, dans sa forme en catalan.

## Géographie

### Localisation
Le col de la Perche est situé sur l'ancienne commune de La Perche, réunie à La Cabanasse vers 1800.

### Accès
Plusieurs routes mènent au col de la Perche :
- la D 10, en provenance de La Cabanasse ou de Bolquère ;
- la RN 116, en provenance de Mont-Louis ou de Font-Romeu-Odeillo-Via ;
- la D 33, en provenance d'Eyne.

Le col est aussi traversé par les trains TER Languedoc-Roussillon de la ligne de Cerdagne à proximité de la gare de Bolquère - Eyne. C'est le point culminant du réseau SNCF.

### Hydrographie
Le col est situé sur la ligne de partage des eaux entre les bassins versants du Sègre (fleuve majoritairement espagnol) et de la Têt (fleuve français). 

## Histoire
Le col de la Perche serait le lieu de passage d'Hannibal, lors de la deuxième guerre punique, évitant ainsi les villes portuaires grecques situées sur le rivage méditerranéen. À l'époque romaine le col marque le passage entre la via Confluentana, en provenance d'Elne, et la strata Cerdana, qui s'engageait vers le plateau de Cerdagne.
En 897, le port de Jardo est cité dans une bulle du pape pour marquer la limite du diocèse d'Elne.
En 965, l'alleu comprenant notamment le territoire de La Perche est donné par Sunifred II, comte de Cerdagne, aux moines de l'abbaye Sainte-Marie d'Arles-sur-Tech. Plus tard, dans son testament de 1095, Guillem-Ramòn Ier, comte de Cerdagne, manifeste son souhait de voir se construire un refuge pour les voyageurs en ce lieu. Les moines fondent alors une église et un hospice (ospicium S. Marie de Pertica, cité en 1224), autour desquels se constitue le hameau de La Perche. Après une période de prospérité, le lieu finit par péricliter et l'hospice disparaît en 1696. L'église Sainte-Marie de la Perxa se dégrade également et dès le XIXe siècle, elle n'est plus qu'un tas de ruines. Elle a aujourd'hui totalement disparu,.
Le 28 août 1793, pendant la guerre du Roussillon, a lieu la bataille du col de la Perche.

## Cyclisme
La 15e étape du Tour de France 1935 entre Perpignan et Bagnères-de-Luchon passe par le col, mais sans que celui-ci figure au classement de la montagne.